# Хьюстон, Дэвид Франклин
Дэвид Франклин Хьюстон (англ. David Franklin Houston; 17 февраля 1866, Монро, Северная Каролина, США — 2 сентября 1940, Нью-Йорк, США) — американский бизнесмен и государственный деятель, министр сельского хозяйства США (1913—1920), министр финансов США (1920—1921).

## Биография
Родился в семье торговца лошадьми и бакалейщика Уильяма Генри Хьюстона и его жены Памелы Энн Стивенс.
В 1887 г. окончил университет Южной Каролины со степенью бакалавра искусств, в 1892 г. — Гарвардский университет со степенью магистра политологии.
Преподавал политологию в Университете Техаса, в 1894 г. стал адъюнкт-преподавателем факультета в должности профессора. В 1896 г. защитил диссертацию по теме «Критическое исследование по кассационным делам в Южной Каролине». В 1899 г. назначен деканом факультета политологии университета Техаса. Одновременно был приглашен в качестве лектора в Военную академию США в Вест-Пойнте.
С 1902 по 1905 г. являлся президентом Сельскохозяйственного и механического колледжа Техаса (впоследствии — Техасский университет A&M). В 1905 г. вернулся в Университет Техаса на должность президента учебного заведения, в 1908 г. основал здесь юридический факультет.
В 1908—1913 гг. — ректор Университет Вашингтона в Сент-Луисе. На этом посту основал Школу архитектуры и укрепил медицинскую школу благодаря партнерству с клиниками St. Louis Children’s Hospital и Barnes.
При президенте Уильяме Мак-Кинли входил в попечительский совет Военной академии США в Вест-Пойнте. Позже был включен в наблюдательный совет Гарвардского университета и попечительский совет Колумбийского университета.
После избрания Вудро Вильсона на пост президента Соединенных Штатов с марта 1913 г. по февраль 1920 г. занимал должность министра сельского хозяйства США. В этот период Конгресс США принял многие важные сельскохозяйственные законы, в том числе закон Смита-Левера, который установил систему кооперативных служб распространения сельскохозяйственных знаний, закон о сельскохозяйственных займах, закон о складских помещениях и закон о помощи на дорогах. Однако после принятия Закона о контроле за продуктами питания и топливом ответственность за продукты питания была передана Управлению пищевых продуктов США.
В 1920—1921 гг. — министр финансов США. Выступал за снижение цен на сельскохозяйственные товары, более доступные кредиты для фермеров и изменение денежно-кредитной политики США. Также повысил ставку рефинанисрования чтобы предотвратить инфляцию, которая усилилась в Европе. В 1920 г. цены упали более резко, чем ожидалось, представители фермерских хозяйств обвинили министра в преднамеренном подрыве аграрного благополучия. При этом Англия и Франция настаивали на отмене своих военных долгов, в ответ приняли решения о конвертировали краткосрочных долгов в долгосрочные ссуды.
После ухода из федерального правительства США был назначен президентом корпорации Bell Telephone Securities и вице-президентом телекоммуникационного гиганта AT&T. Затем занимал посты директора AT&T, Guaranty Trust Company и United States Steel Corporation. На протяжении десяти лет возглавлял страховую компанию Mutual Life Insurance Company of New York.
Опубликовал двухтомные мемуары о своем опыте в качестве министра «Восемь лет в кабинете Вильсона».

## Семья
В декабре 1895 г. женился на Хелен. В браке родились пятеро детей: Дэвид Франклин-младший, Дюваль, Элизабет, Хелен и Лоуренс Рид Хьюстон.